# Posle svadby
Posle svadby (russisk: После свадьбы) er en sovjetisk spillefilm fra 1962 af Mikhail Jersjov.

## Medvirkende
- Stanislav Khitrov som Igor Maljutin
- Natalja Kustinskaja som Tonja Maljutina
- Aleftina Konstantinova som Vera
- Leonard Borisevitj som Aleksej Ivanovitj Ippolitov
- Pavel Kasjlakov som Genka